# Harry Tanfield
Harry Tanfield (Great Ayton, North Yorkshire, 17 de novembre de 1994) és un ciclista anglès. Professional des del 2015 quan va debutar amb l'equip JLT Condor. El 2016 va passar pel Pedal Heaven i el 2017 va fitxar pel BIKE Channel Canyon. Des del 2020 corre a l'equip AG2R La Mondiale.

## Palmarès
- 2017
  - Vencedor d'una etapa al Tour de Quanzhou Bay
- 2018
  - Vencedor d'una etapa al Tour de Yorkshire

### Resultats a la Volta a Espanya
- 2020. Abandona (15a etapa)